# Musée Eisei Bunko

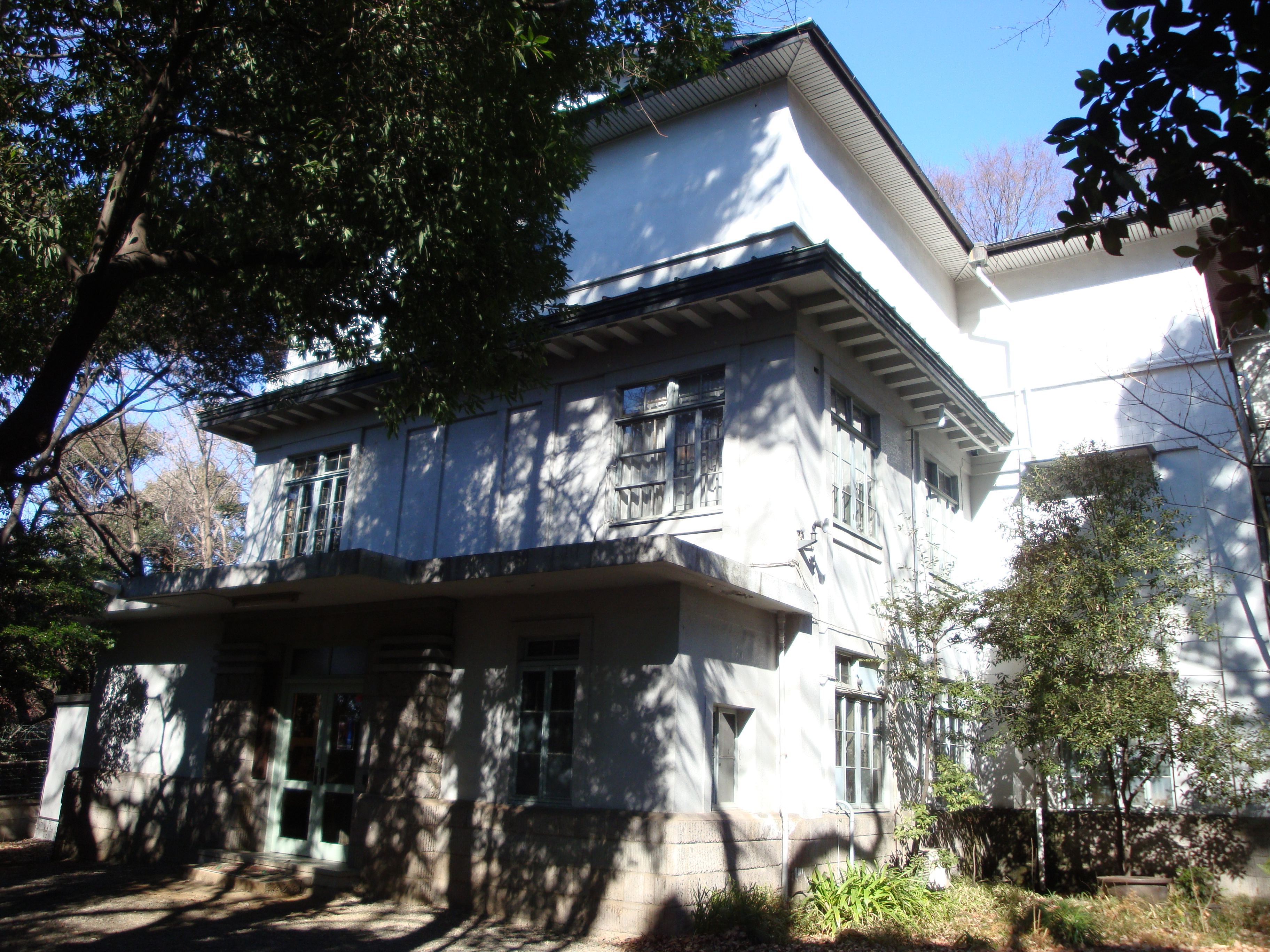
Musée Eisei Bunko.

Le musée Eisei Bunko (永青文庫, Eisei Bunko) se trouve dans l'arrondissement de Bunkyō à Tokyo, au Japon. Ses collections comprennent des documents historiques ainsi que des objets et des œuvres d'art. Le musée est situé sur les anciennes terres du clan Hosokawa, près du jardin de Shin-Edogawa.

## Histoire

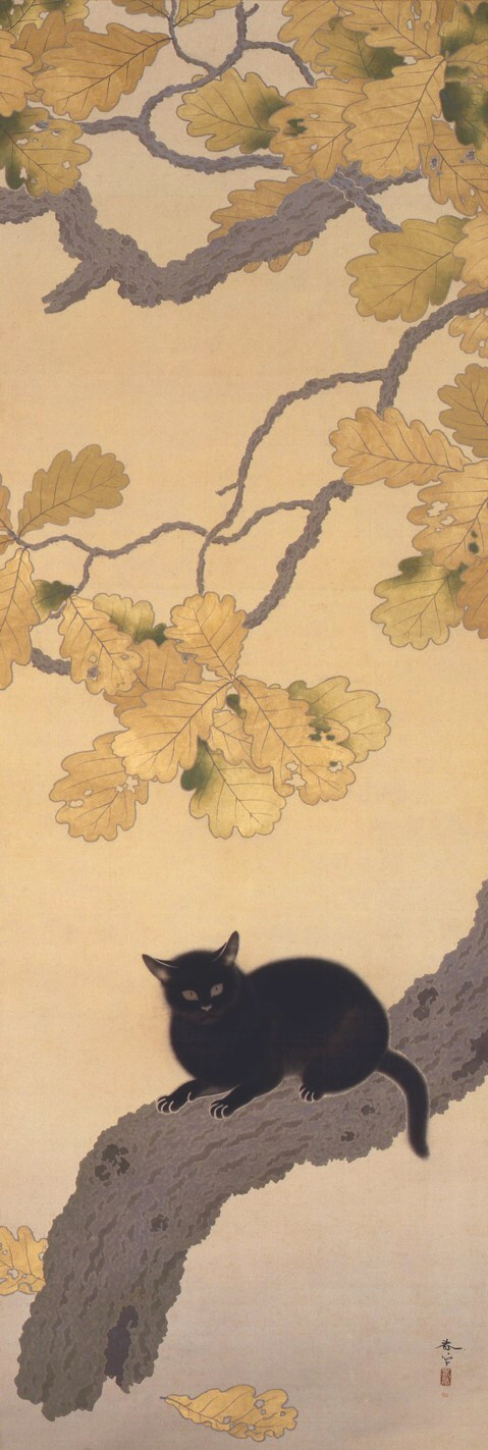
Chat noir par Hishida Shunsō.

Le Eisei-Bunko (les archives Eisei) est une collection d'objets d'art importants acquis et transmis au sein de la famille Hosokawa, un daimyo de 540 mille-goku (l'un des cinq principaux daimyos) à Higo, l'actuelle ville de Kumamoto dans l'île de Kyushu. La collection qui existe depuis l'époque Nanboku-chō au XIVe siècle est réputée pour posséder près de cent douze mille objets.
En 1950, le département des archives est transformé en une fondation et un musée est ouvert au public en 1973. Les expositions du musée sont renouvelées trois fois par an à l'occasion desquelles sont organisés des événements spéciaux.
La première exposition de shunga au Japon s'y tient en 2015.

## Collection
La collection se compose de plus de cent mille documents rares et anciens, de rouleaux, de peintures et d'environ six mille objets d'art et d'artisanat, des peintures et des sculptures modernes acquises au Japon et à l'étranger. Il ne s'agit que d'une estimation des « archives légendaires » dont le contenu et la taille exacte restent encore inconnus. Les archives sont confiées au soin de l'Université de Kumamoto pour analyse tandis que les objets d'art sont exposés en partie au fur et à mesure qu'ils sont catalogués.

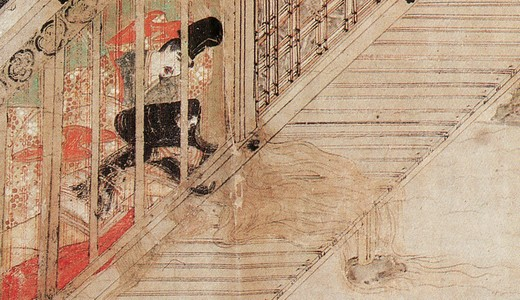
Rouleau portatif de Ki Haseo, époque de Kamakura.
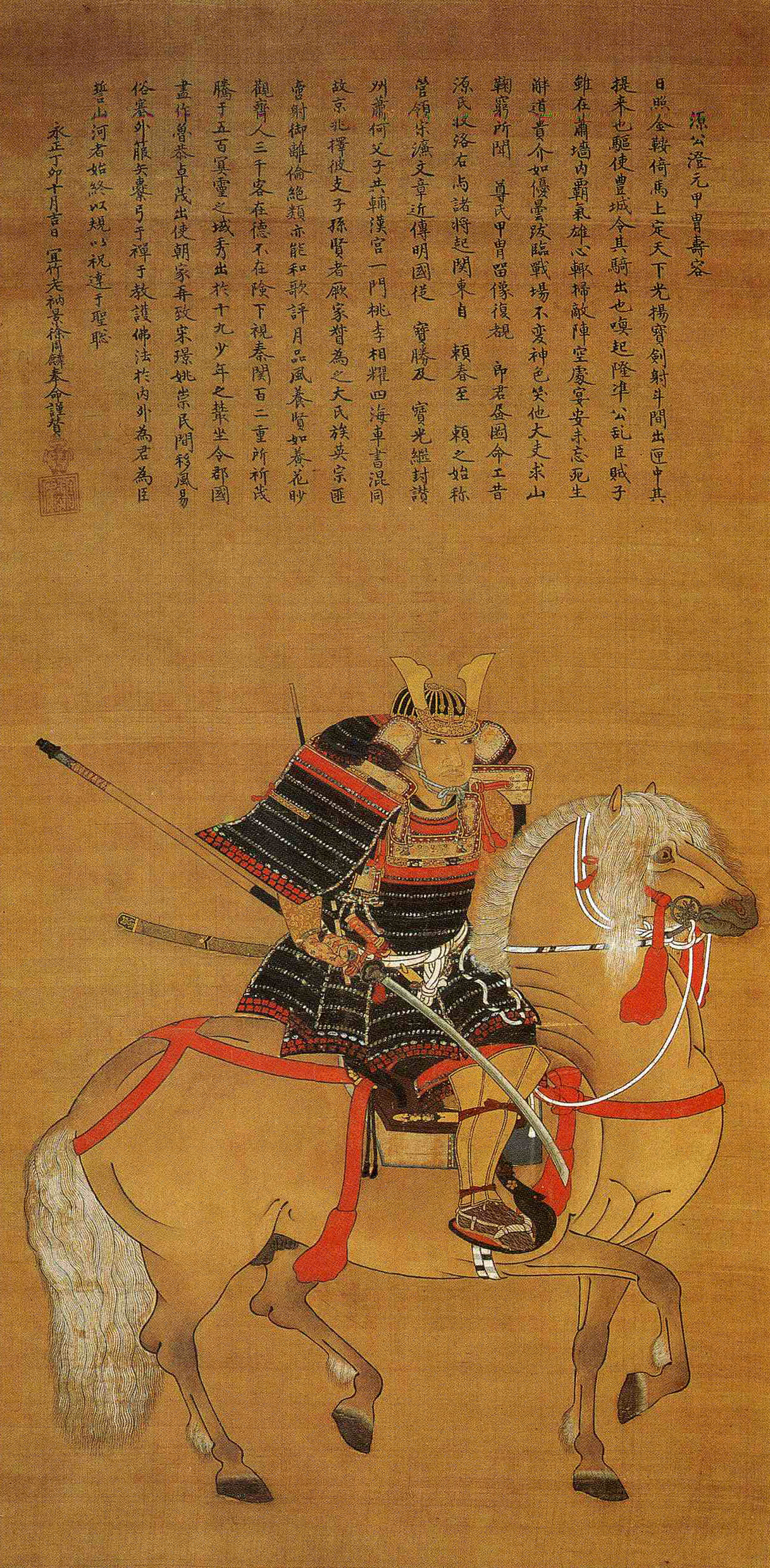
Shosokawa.
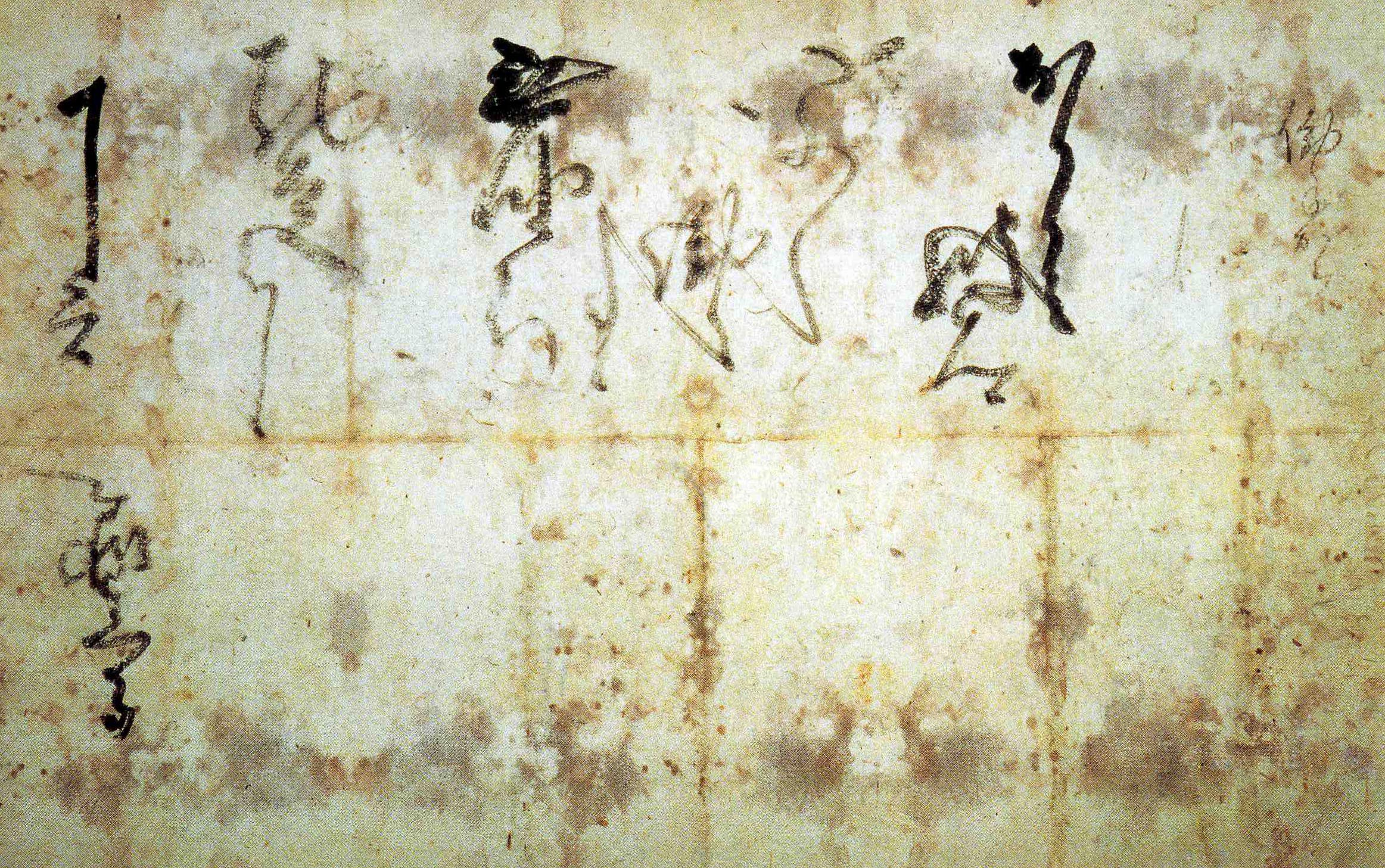
Nobunagakan.

## Référence
1. ↑  Philippe Pons, « Les Japonais découvrent enfin leur art érotique », Le Monde, le 19 novembre 2015